# Dobričská oblast
Dobričská oblast (bulharsky Област Добрич) je jedna z oblastí Bulharska. Leží na severovýchodě země a jejím správním střediskem je Dobrič.

## Obštiny
Oblast se administrativně dělí na 8 obštin.

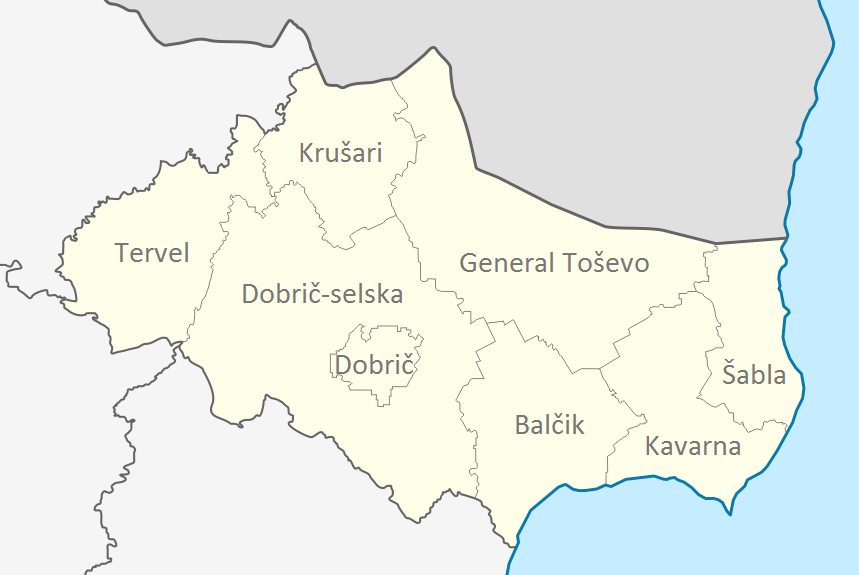
Dobričská oblast

| Obština - Balčik - Dobrič - Dobrič-selska - General Toševo - Kavarna - Krušari - Šabla - Tervel | Sídlo - Balčik - Dobrič - Dobrič - General Toševo - Kavarna - Krušari - Šabla - Tervel |

## Města
Správním střediskem oblasti je Dobrič, kromě sídelních měst jednotlivých obštin, přičemž Krušari městem není, se zde žádná další města nenacházejí.

## Obyvatelstvo
K 15. prosinci 2024 v oblasti žilo 185 446 obyvatel a bylo zde trvale hlášeno 216 292 obyvatel. Podle sčítání 7. září 2021 bylo národnostní složení následující:
- Bulhaři: 109 041 (77.7 %)
- Turci: 18 835 (13.4 %)
- Romové: 10 118 (7.2 %)
- ostatní[p 3]: 2 300 (1.6 %)